# Greg Ford
Pour les articles homonymes, voir Ford (homonymie).
Greg Ford est un réalisateur, scénariste et producteur américain, spécialisé dans les films d’animation, actif à partir de 1986.

## Filmographie
Comme réalisateur
- 1986 : The Bugs Bunny and Tweety Show (série TV)
- 1987 : The Duxorcist
- 1988 : The Night of the Living Duck
- 1988 : Daffy Duck's Quackbusters
- 1988 : Bugs vs. Daffy: Battle of the Music Video Stars (TV)
- 1989 : Bugs Bunny's Wild World of Sports (TV)
- 1991 : Bugs Bunny's Overtures to Disaster (TV)
- 1992 : Invasion of the Bunny Snatchers

Comme scénariste
- 1986 : Looney Tunes 50th Anniversary (TV)
- 1988 : Bugs vs. Daffy: Battle of the Music Video Stars (TV)
- 1989 : Bugs Bunny's Wild World of Sports (TV)
- 2000 : Chuck Jones: Extremes and In-Betweens, a Life in Animation (vidéo)

Comme producteur
- 1992 : Invasion of the Bunny Snatchers
- 2000 : Chuck Jones: Extremes and In-Betweens, a Life in Animation (vidéo)
- 2004 : It's the Cat